# Pecetto Torinese
Pecetto Torinese is een gemeente in de Italiaanse provincie Turijn (regio Piëmont) en telt 3751 inwoners (31-12-2004). De oppervlakte bedraagt 9,2 km², de bevolkingsdichtheid is 408 inwoners per km².

## Demografie
Pecetto Torinese telt ongeveer 1593 huishoudens. Het aantal inwoners steeg in de periode 1991-2001 met 7,3% volgens cijfers uit de tienjaarlijkse volkstellingen van ISTAT.
| Jaar | Inwoneraantal |
| ---- | ------------- |
| 1991 | 3438          |
| 2001 | 3690          |

## Geografie
Pecetto Torinese grenst aan de volgende gemeenten: Torino, Pino Torinese, Chieri, Moncalieri, Cambiano, Trofarello.

## Geboren
- Roberto Rosetti (18 september 1967), Italiaans voetbalscheidsrechter

1. ↑  https://demo.istat.it/?l=it.